# 清水マリ
清水 マリ（しみず まり、1936年〈昭和11年〉6月7日 - ）は、日本の声優、女優、YouTuber。埼玉県浦和市（現：さいたま市浦和区）出身。81プロデュース所属。父親は俳優の清水元。本名は山内 鞠（やまのうち まり）。

## 経歴
浦和市立仲本小学校、浦和市立原山中学校、埼玉県立浦和西高等学校卒業。
劇団俳優座付属養成所7期、劇団新人会、高松事務所、青二プロダクション、ぷろだくしょんバオバブを経て、2016年7月1日から81プロデュースに所属。
2003年から個人事務所である清水マリ事務所でも活動している。

### キャリア
中学1年時に父親の劇団で『ピノキオ』の舞台を上演することになったが、劇団に子役がいなかったため、清水がピノキオ役で出演することになり、それがきっかけで役者の道に進む。父親は役者になることについては反対していた。
高校では演劇部に所属し、卒業後に俳優座の養成所に入所。卒業後は劇団新人会に入団。女優業のほか、渡辺美佐子の付き人や、演出助手などを経験。日本初の30分アニメの主役、『鉄腕アトム』のアトム役を演じる。これは虫プロに清水元の劇団の出身者だった穴見薫がおり、手塚治虫からアトムのモチーフがピノキオであると聞かされたことから、中学生時代にピノキオを演じた清水を推挙したとされる。その後もほぼ一貫してアトム役を演じていたが、2003年4月6日をもってアトム役を降りることを決める。
虫プロダクションの『アトム』の仕事が終わったあとは劇団の活動を中心にするつもりだったが、番組放映期間中に子供が生まれて舞台活動を続けていくことが困難になり、1966年に新人会を退団。大山のぶ代の誘いで、高松事務所に所属。声優に転身した。
バオバブの附属養成所 B・A・Oや、音響芸術専門学校演習・演劇研究講師の講師でもある。弟子に子安武人、間宮くるみがいる。

### 現在まで
2006年、第5回東京アニメアワード特別功労賞を受賞。2009年、第3回声優アワードシナジー賞（『鉄腕アトム』）を受賞。2017年、第11回声優アワード功労賞を受賞。
2021年、自身のYouTubeを開設。

## 人物
声種はメゾソプラノ。
父親の清水元が出演していた『マグマ大使』の主題歌の歌詞のなかで、「SOS SOS カシン カシン カシン」の声を担当していた。夫は桐朋学園大学の講師をしていた。
オーディションを受けた経験が無いという。
趣味・特技は織物、陶芸、昔話の語り部。

### アトムに関して
アトム役に抜擢されるまで漫画をほとんど読んだことがなく、手塚の存在も知らなかったという。だが、収録を続けていく内に思う所があり台本を保管していくようになった。
本放送が決まった際に改めてオーディションが行われるも清水は呼ばれなかった。清水はその件を知り落胆するも手塚の強い意向を受け正式にアトム役に決まった。芸名を漢字1字の鞠から片仮名のマリに変えたのも鉄腕アトムが子供向き番組だから易しい字をという手塚治虫からの要望であった。
アトム役は当初は2年契約で請けており、2年目に妊娠、番組が延長されたため田上に引き継がせて降板する予定だった。だが、放送を見た子供たちから「アトムの声が違う」と問い合わせがフジテレビに相次ぎ、ディレクターの要請を受け続投した。
アトムを地声でやってしまったため、『妖怪人間ベム』のベロを担当した際は声帯のどこを使って声を出せばいいのか悩んだという。
40歳を過ぎた頃、両親の他界、他の現場で「アトムの声を出さないで欲しい」とダメ出しを受けたり、自分だけが子供役を続けている点に焦りを感じていた。その頃、小沢重雄に誘われ昔話の語りに参加。舞台女優志望だった清水には生き甲斐になった。
手塚の存命時は手塚の意向もありアトムを演じ続けたが、手塚没後の2003年、『アストロボーイ・鉄腕アトム』製作時にスタッフから「（アトム役は）新しい人でいきたい」と告げられる。清水は、可能な限り演じ続ける意向を持っていたためショックを受ける一方で、「『アトム役です』っていってこんなお婆さんが出てくるのもイメージが崩れるだろうし、そろそろ若い人に席を譲ることも必要なのではないか」と思い降板を受け入れ、アトムの誕生日の前日である2003年4月6日をもってアトム役を勇退した。この際、手塚プロダクションには清水の降板に関する問い合わせが相次いだといい、「新キャストの方も、そういう声を跳ね返すのは大変なことだったと思いますが、それだけの大役を続けて来られたというのは私にとっての誇りになっています」と述べている。
なお、降板後もイベントなどで請われてアトムの声を披露する機会はあるといい、清水は「本当に長い付き合いになります」と語っている。

## 代役
清水の産休中、代役を務めた人物は以下のとおり。
| 代役     | 役名   | 作品           | 後任の初出演 | 復帰時期 |
| -------- | ------ | -------------- | ------------ | -------- |
| 田上和枝 | アトム | 『鉄腕アトム』 | 第97話       | 第107話  |

## 出演
※太字はメインキャラクター。

### テレビアニメ
1963年
- 鉄腕アトム (アニメ第1作)（アトム）

1968年
- 佐武と市捕物控（勘坊）
- 妖怪人間ベム（ベロ）
- わんぱく探偵団（マメたん）

1969年
- アタックNo.1（島本富子〈初代〉）

1971年
- サザエさん（田中ヒロシ）
- ふしぎなメルモ

1972年
- 海のトリトン（パティ）

1975年
- 一休さん（哲斉〈少年期〉）

1976年
- キャンディ・キャンディ（カトリーヌの母、新聞少年）
- 大空魔竜ガイキング（ミルン）

1977年
- ジェッターマルス（マルス）

1978年
- 宝島（1978年 - 1979年、ジム）

1979年
- アニメーション紀行 マルコ・ポーロの冒険（ユースフ）
- 海底超特急マリンエクスプレス（アダム）
- 科学忍者隊ガッチャマンII（カール）
- 銀河鉄道999（キラ）
- ゼンダマン（マルク）
- 花の子ルンルン（ダニエル）

1980年
- 鉄腕アトム (アニメ第2作)（アトム、天馬トビオ）

1981年
- 百獣王ゴライオン（アロン王子）

1989年
- 手塚治虫物語 ぼくは孫悟空（母）

2000年
- 手塚治虫が消えた!? 20世紀最後の怪事件（アトム）

2004年
- ブラック・ジャック（リッキー）

### 劇場アニメ
- 鉄腕アトム 宇宙の勇者（1964年、アトム）
- ひとりぼっち（1969年、ケン）
- 宇宙円盤大戦争（1975年、牧野吾郎）
- ドラえもん のび太の大魔境（1982年、ペコ）
- 鉄腕アトム 青騎士の巻（1999年、アトム）
- 鉄腕アトム 〜地球最後の日〜（2001年、アトム）

### 映画
- 漫画誕生 劇中アニメ（2019年、茶目坊）
- 自主映画　ザ・シノハラステージング『Undergroundｰ13』（2023年）

### 吹き替え

#### 映画
- スーパーフューリー（主役）（典拠は『週刊文春』2017年7月6日号記事）
- 鳥（キャシー・ブレナー〈ヴェロニカ・カートライト〉）
- ポルターガイスト（ロビー・フリーリング〈オリヴァー・ロビンズ〉）※フジテレビ版

#### ドラマ
- ウチのママは世界一（次男）
- ザ・ルーシー・ショー（ジェリー）
- パパは何でも知っている（次女）（典拠は『週刊文春』2017年7月6日号記事）
- 名犬リンチンチン（端役）（典拠は『週刊文春』2017年7月6日号記事）

#### アニメ
- おてんばルッチー（ルッチー）

### 舞台
- ピノキオ 表現座 夏休み公演。※中学1年の時。主役ピノキオ。
- スターワルツ朗読劇『銀河鉄道の夜』（2009年 築地、2010年 永田町、2013年 白金台、2019年　神保町)　主演・ジョバンニ
- スターワルツ朗読劇『星の王子さま』（2010年 永田町 星陵会館）主演・王子さま役 - （共演：古谷敏、水垣洋子、土屋嘉男、木澤雅博、他）
- La・Moon主催 四谷於岩稲荷田宮神社勧進奉納舞台なぞらえ屋〜不思議底七歌〜（2011年4月1日 - 3日、吉祥寺 前進座劇場） - 坂東火月 役
- 劇団B.E.M.　朗読劇『銀河鉄道の夜』（2022年 東京 新橋 TCC試写室）主演　　(共演: 団時朗、古谷敏、きくち英一、高野浩幸、大月ひかる、山村哲夫、西京利彦、三留まゆみ、佐藤麻子、月元映里、鈴木茉吏奈、末田佳子、他）
- 劇団B.E.M.　朗読劇『名探偵ホームズ』（2022年 東京 新橋 TCC試写室）ハドソン夫人　主演　(共演: 古谷敏、きくち英一、高野浩幸、西京利彦）
- 劇団B.E.M.  朗読劇『ホープレス・メイン』(2023年 兵庫県 宝塚市立文化芸術センター)　主演　サラマンドラ役　(共演　星光子、森功至、兼田玲菜）

### テレビ番組
- NHK大河ドラマ 三姉妹
- OH!キッチン家族 テレビ東京 / 1988年 - 1989年（パセリの声）
- 水曜グランドロマン〜手塚治虫物語 日本テレビ / 1990年2月7日（アトムの声[37]）
- 永遠のアトム・手塚治虫物語 テレビ東京 / 1999年4月15日（アトムの声）

- NHK教育テレビ理科教室小学校1年生（みるちゃんの声）
- NHK教育テレビ理科教室小学校5年生（男の子の声）
- この人 手塚治虫ショー（1983年、アトムの声）
- 大胆MAP 人気アニメキャラの声やってる人の素顔全てみせます!!ベスト50（鉄腕アトムのアトム役として紹介 テレビ朝日 / 2008年9月22日）
- お願い!ランキングGOLD（2011年11月12日放送分、スタジオ出演）

### ラジオ
- 東京REMIX族（聞き役）
- NHK-FM アニソン・アカデミー 第16回でゲスト講師

### CM
- NTTサンクスフェア（アトム[37]）
- ケンミン食品（焼きビーフン） - 1993年放映。アニメ『妖怪人間ベム』とのコラボレーション[38]。ナレーションも兼任した。

## 著書、エッセイなど
- 清水マリ：「鉄腕アトムと共に生きて ― 声優が語るアニメの世界」、さきたま出版会、ISBN 978-4878914201（2015年6月30日）。
- 産経ニュース記事、[話の肖像画] 声優・清水マリ（全4回）
  - (1)「アトムに魂…」と喜んだ手塚治虫（2015年10月12日掲載）[39]
  - (2)「ミテレコ」に悪戦苦闘（2015年10月14日掲載）[40]
  - (3) 出産降板で「声違う」と局に殺到（2015年10月15日掲載）[41]
  - (4) アトムに込められた警鐘（2015年10月16日掲載）[42]
- 「新・家の履歴書 清水マリ」、週刊文春（2017年7月6日号掲載、頁64-67）。
- 「鉄腕アトム」放送60年　アトム役・清水マリさんが今思うこと（毎日新聞2023年1月1日記事）
- マムちゃんねる【公式】【清水マリ/前編】(YouTube, 2023年9月1日）
- マムちゃんねる【公式】【清水マリ/後編】(YouTube, 2023年9月15日）